# Barbeville
Barbeville település Franciaországban, Calvados megyében. Lakosainak száma 228 fő (2022. január 1.). Barbeville Cottun, Cussy, Ranchy, Saint-Loup-Hors és Vaucelles községekkel határos.

## Népesség
A település népességének változása:
| Lakosok száma | 196  | 174  | 151  | 182  | 183  | 173  | 178  | 189  | 210  | 228  |
|               | 1968 | 1982 | 1990 | 2006 | 2013 | 2015 | 2017 | 2019 | 2020 | 2022 |